# Katedra Wniebowzięcia Najświętszej Maryi Panny w Maria Saal
Katedra Wniebowzięcia Najświętszej Maryi Panny (niem. Maria Saaler Dom) - główna świątynia i kościół pielgrzymkowy w Maria Saal w Austrii. Zbudowany w XV wieku.

## Konstrukcja
Zbudowany ze skały wulkanicznej, część materiału pochodziło również z wcześniejszych budowli rzymskich. Wzniesiony w stylu gotyckim, przebudowany później w stylu renesansowym z barokowymi modyfikacjami.